# Cass County, Illinois
Cass County är ett administrativt område i delstaten Illinois, USA, med 13 642 invånare. Den administrativa huvudorten (county seat) är Virginia. Countyt har fått sitt namn efter Lewis Cass.

## Geografi
Enligt United States Census Bureau har countyt en total area på 994 km². 2 974 km² av den arean är land och 20 km² är vatten.

### Angränsande countyn
- Mason County - nordost
- Menard County - öst
- Sangamon County - sydost
- Morgan County - syd
- Brown County - väst
- Schuyler County - nordväst